# Daniel Harder
Daniel Harder ist ein Regisseur, der vor allem für seine Musikvideos bekannt ist.

## Leben
Daniel Harder beschäftigte sich schon früh mit Musik und arbeitete bis 1996 als DJ. Im gleichen Jahr begann er mit der Produktion erster Musikvideos. Er arbeitet für Unternehmen wie SchuhWerkMedia oder Trigger Happy Productions. Mehrere seiner frühen Musikvideos entstanden für die Band Seeed. Später arbeitete er auch mit Peter Fox und Boundzound für deren Solo-Releases zusammen.
Harder unterstützte ab 2003 Specter Berlin beim Dreh der ersten Musikvideos für dessen Label Aggro Berlin. In der Folge entstand eine rege Zusammenarbeit zwischen Harder und Specter und beide zeichneten für fast alle Musikvideos des Labels Aggro Berlin verantwortlich.
Neben Musikvideos drehte Harder auch einige Werbespots.

## Filmografie (Auswahl)
Musikvideos
- 2001: Seeed – Dickes B
- 2001: Seeed – Dancehall Caballeros
- 2003: Seeed – Music Monks
- 2003: Seeed – What You Deserve Is What You Get
- 2003: Sido – Weihnachtssong (mit Specter Berlin)
- 2004: Beatsteaks – Hand in Hand
- 2004: Beatsteaks – I Don’t Care as Long as You Sing
- 2004: Sido – Mein Block (Beathoavenz Video Remix) (mit Specter Berlin)
- 2004: Sido – Fuffies im Club (mit Specter Berlin)
- 2004: DJ Tomekk – Party
- 2005: Madsen – Vielleicht
- 2005: Deine Lieblings Rapper – Steh wieder auf (mit Specter Berlin)
- 2005: Fler – NDW 2005 (mit Specter Berlin)
- 2005: Sido – Mama ist stolz (mit Specter Berlin)
- 2005: DJ Tomekk feat. Fler & G-Hot – Jump, Jump (DJ Tomekk kommt) (mit Specter Berlin)
- 2005: Fler feat. G-Hot – Nach eigenen Regeln (mit Specter Berlin)
- 2005: B-Tight & Tony D feat. G-Hot – Aggro Berlin Zeit (mit Specter Berlin)
- 2005: Seeed – Wuhlheide
- 2005: Seeed – Aufstehn!
- 2005: Seeed – Schwinger
- 2005: Madsen – Du schreibst Geschichte
- 2006: Fler – Papa ist zurück (mit Specter Berlin)
- 2006: Fler – Chef (Clip & Klar) (mit Specter Berlin)
- 2006: Sido & G-Hot – Wahlkampf (mit Specter Berlin)
- 2006: Sido – Strassenjunge (mit Specter Berlin)
- 2007: B-Tight – Ich bin’s (mit Specter Berlin)
- 2007: Sido – Ein Teil von mir (mit Specter Berlin)
- 2007: Sido – Schlechtes Vorbild (mit Specter Berlin)
- 2007: Boundzound – Louder
- 2007: Miss Platnum featuring Pete Fox – Come Marry Me
- 2008: Peter Fox – Alles neu (mit Peter Fox)
- 2008: Peter Fox – Haus am See (mit Peter Fox)
- 2009: Peter Fox – Schwarz zu blau
- 2009: Das gezeichnete Ich – Innen
- 2010: Boundzound – Bang
- 2010: Patrice – Walking Alone
- 2010: Gentleman feat. Christopher Martin – To the Top
- 2011: Cassandra Steen – Gebt alles
- 2012: Seeed – Molotov / Wonderful Life
- 2011: Cassandra Steen – Tanz
- 2011: Cassandra Steen – Soo
- 2011: Kraftklub – Zu jung
- 2012: Seeed – Augenbling
- 2013: Seeed – Blink Blink
- 2015: MoTrip – Wie ein Dealer
- 2016: Lucy Licht – Alles Läuft